# Bilstein (westfälisches Adelsgeschlecht)

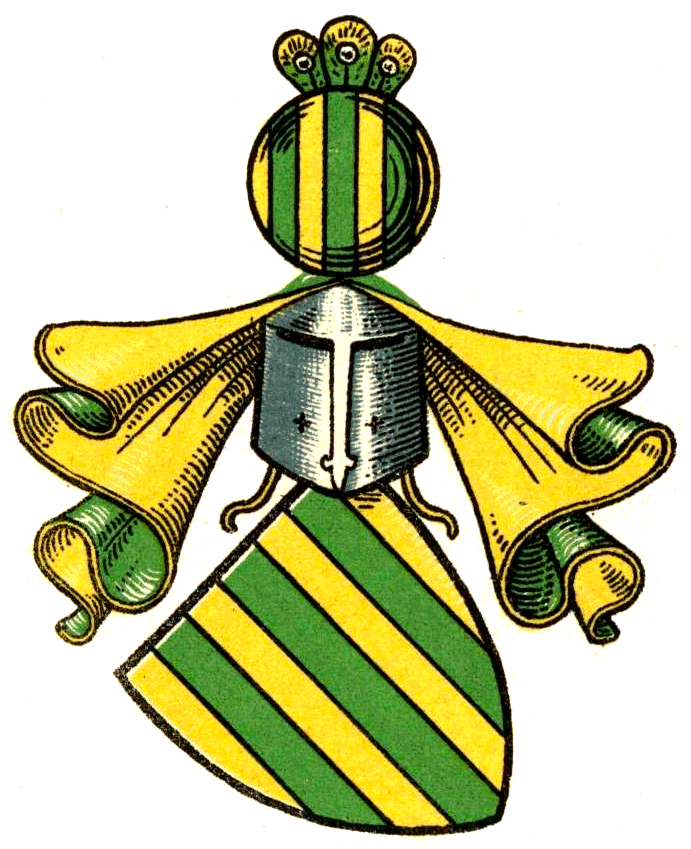
Wappen der Edlen von Bilstein

Die Edelherren von Bilstein waren ein mittelalterliches Adelsgeschlecht im späteren Herzogtum Westfalen mit Besitz (Land Bilstein genannt) im Wesentlichen im heutigen Sauerland. Ihren Sitz hatten sie auf der Burg Bilstein im heutigen Lennestadt. Zu unterscheiden ist die westfälische Familie von dem fränkischen Geschlecht der Grafen von Bilstein, das an der Werra und in Nordhessen begütert war.

## Gebietsumfang
Das Gebiet der westfälischen Edelherren umfasste das Gericht Bilstein mit den Kirchspielen Helden, Förde, Veischede, Kirchhundem, Rahrbach, Oberhundem und Lenne. Diese bildeten den Kern des so genannten Landes Bilstein.

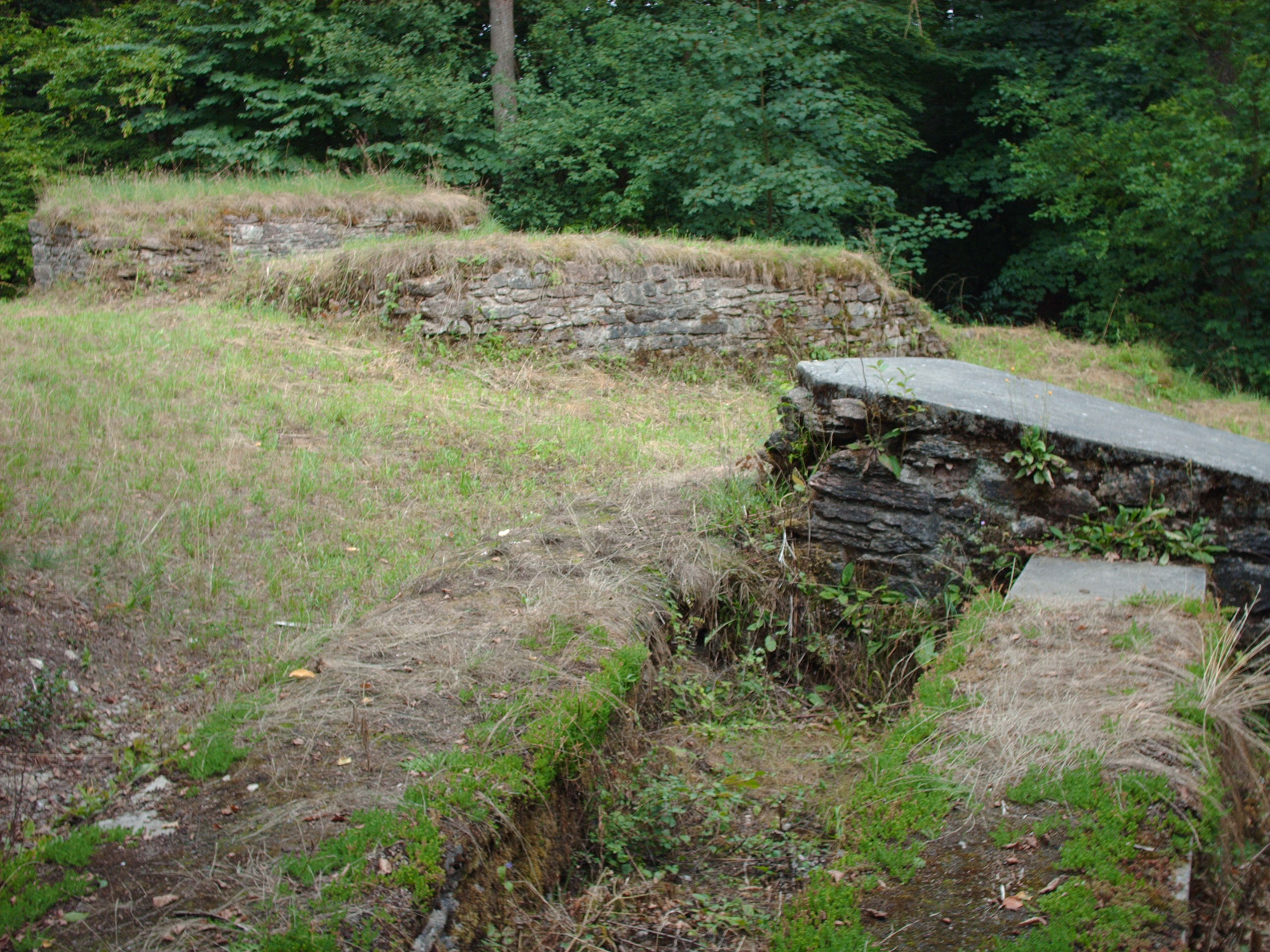
Reste der Peperburg

Hinzu kamen als Teil des Landes Fredeburg das Gericht Eslohe und Reiste. Dazu gehörten die Kirchspiele Eslohe, Reiste, Wenholthausen und Cobbenrode. Ein weiteres Gericht war Fredeburg. Dazu gehörte die Stadt Fredeburg sowie die Kirchspiele Dorlar, Wormbach, Berghausen und Kirchrarbach. Hinzu kamen die Gerichte Oedingen und Schliprüthen.
Die Herrschaft über das Land Fredeburg teilten sich die Edelherren mit den Grafen von Arnsberg. Beteiligt waren die Herren mit zahlreichen Rittern an der großen Waldenburg.
Die Herrschaft Bilstein grenzte im Süden an Nassau und Wittgenstein, östlich grenzte es an den Besitz der Edelherren von Grafschaft und das Kloster Grafschaft an. Nördlich lag das Land Fredeburg und damit der Einflussbereich der Grafen von Arnsberg. Außerdem grenzte das Land Bilstein an das ehemalige Amt Waldenburg.

## Geschichte und Entwicklung
Ursprünglich lebte das Geschlecht auf der Burg Peperburg in Förde bei Grevenbrück und trug danach den Namen Gevore, aber auch Vuore, Vore oder Voere. Älteste bekannter Vertreter war Heinrich von Gevore, der 1141 als Zeuge des Erzbischofs Arnold I. von Köln auftrat. Wolmarus de Bilstein, Abt von Werden und Helmstädt, gehörte nicht der westfälischen Familie an, da diese noch nicht diesen Namen trug.
Sichere Nachrichten von der Familie stammen von 1170, als ein weiterer Henricus de Vare als Zeuge bei der Stiftung des Klosters Bredelar und 1173 bei der Bestätigung des Stifts Wedinghausen genannt wurde. Auch in den folgenden Jahren wird Heinrich mehrfach als Zeuge für die Kölner Erzbischöfe etwa bei der Stiftung des Klosters Oelinghausen genannt. Mit anderen führenden Adeligen reiste er 1216 oder 1217 nach dem Ende ersten Limburger Krieges nach Köln zu einem Hoftag des Erzbischofs Engelbert I. Brüder von Heinrich mit Namen Wittekind und Hermann scheinen Kanoniker des Kölner Doms gewesen zu sein.
Nachfolger wurde sein Sohn Theoderich I. oder Dietrich I. Auch er gehörte nach den Arnsberger Grafen zu den wichtigsten Adeligen im südlichen Westfalen und trat wie sein Vater mehrfach als Zeuge in Urkunden auf. Erstmals 1225 wurde er in einer solchen von Bilstein genannt. Auch dessen Brüder waren hochrangige Geistliche in Köln. Der eine, Heinrich, war Propst von Sankt Severin, der andere, Gottfried, Kanoniker am Dom.
Die Macht des Hauses Bilstein war so bedeutend, dass Dietrich eine eigene kleine Verwaltung mindestens aus einem Amtmann und einen Truchseß unterhielt. Die Besatzung seiner Burg Borghausen wurde von einer Familie von Dusentschüren gestellt. Dietrich selbst verlegte seinen Sitz von Förde auf die neu errichtete Burg Bilstein. Für den Bau der Burg waren vor allem Sicherheitsaspekte von Bedeutung. Das Gut im Tal bei Förde bot weniger Schutz als eine Burg auf einem Berg. Eine andere These geht davon aus, dass der Wildreichtum der ausgedehnten Wälder des Veischederberglandes Grund für den Bau der Burg Bilstein und die Verlegung des Wohnsitzes nach dort gewesen sei. Dies mag ein nachrangiger Aspekt gewesen sein; glaubwürdiger für eine Verlegung des Wohnsitzes erscheinen allerdings strategische Aspekte.
Nachfolger von Dietrich I. wurde sein Sohn Dietrich II. Wie seine Vorfahren wurde er als Zeuge zu wichtigen Akten etwa der Grafen von Arnsberg herangezogen. Im Jahr 1250 nahm Dietrich an der Fehde von Erzbischof Konrad von Köln gegen Bischof Simon von Paderborn teil. Wie andere hochrangige westfälische Adelige (viri nobiles et magnates partium Westfaliae) neben den Grafen von Arnsberg, Altena und der Mark hat auch Dietrich II. in einem Schreiben an den Papst die Aktion gegen Paderborn gerechtfertigt.
Nachfolger Dietrichs II. wurde sein Sohn Johann I. Sein Bruder Gottfried von Bilstein war Abt des Klosters Grafschaft. Johann tauchte in den Urkunden erstmals 1255 als Herr von Bilstein auf. Im Jahr 1282 wurde Johann von Erzbischof Siegfried von Köln zum Landmarschall von Westfalen ernannt und spielte 1298 eine wichtige Rolle bei der Umsetzung eines Landfriedens für Westfalen. Den Anteil des Hauses Bilstein an der Waldenburg verkaufte Johann an Hunold von Plettenberg. Außerdem verkaufte er 1293 die Burg Bilstein an die Landgrafen von Hessen und nahm es von diesem als Lehen. Die Herrschaftsrechte im Land Bilstein waren davon nicht berührt.

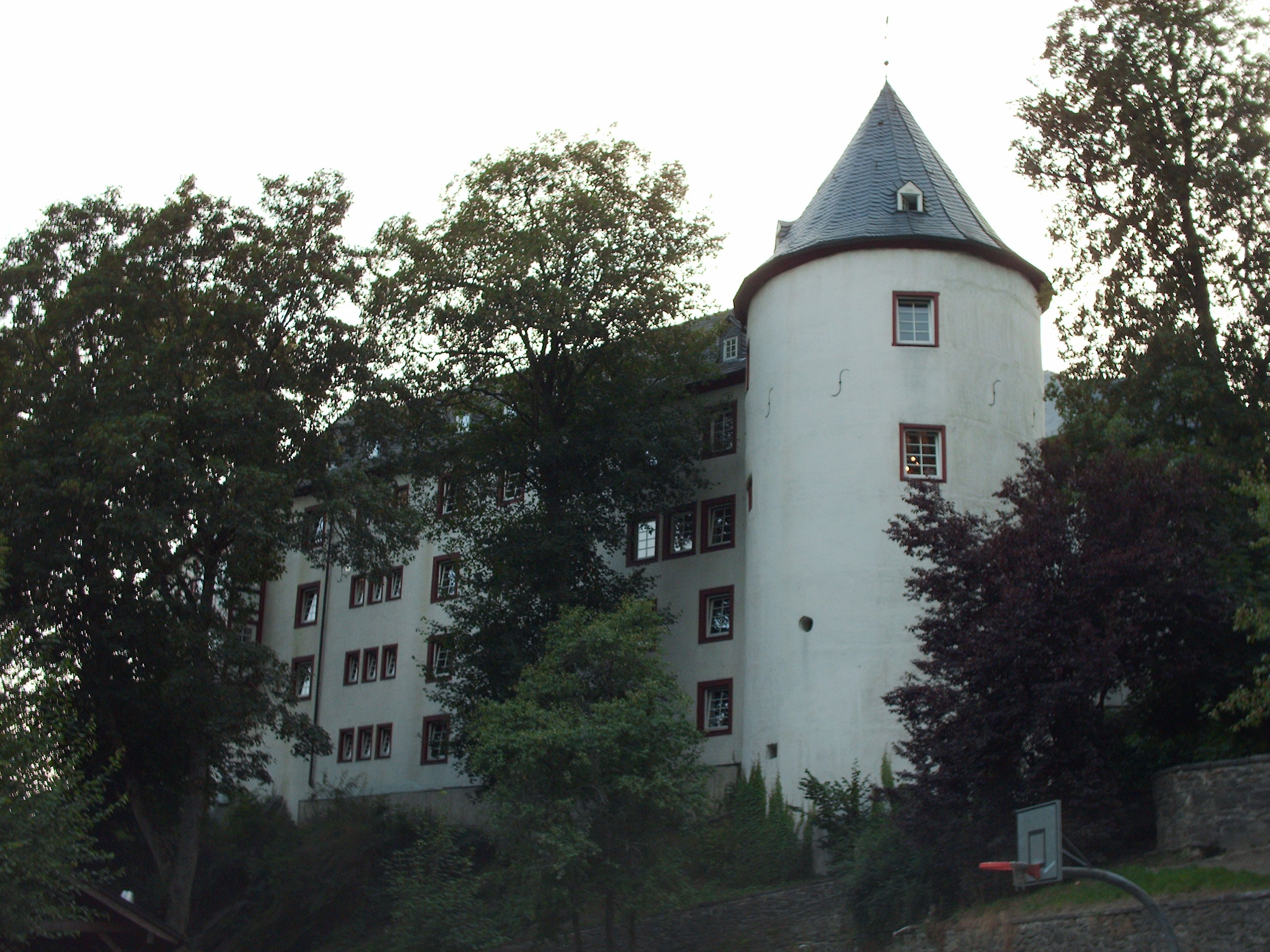
Burg Bilstein

Nachfolger Johanns wurde Dietrich III. Durch die Heirat mit Katharina von Arnsberg wurden die familiären Bande zum Arnsberger Grafenhaus noch enger geknüpft. Durch die Heirat kamen die gräflichen Haupthöfe von Oberhundem, Oberveischede und Bruchhausen an das Haus Bilstein. Im Jahr 1313 erhielt Dietrich von Wilhelm von Arnsberg Güter und eine Reihe von Vogteien zu Lehen. Zu diesen gehörte auch die Vogtei Epfingsten bei Soest. Mit dem Kapitel des Stift Meschede, das den dortigen Haupthof besaß, kam es zu einem Konflikt. Dietrich überfiel die Leute des Stifts, raubte ihnen Vieh und setzte einige gefangen. Nach einer Drohung durch Erzbischof Heinrich II. und Vermittlung von Wilhelm von Arnsberg kam es schließlich zu einem Vergleich. Zum Besitz Dietrichs gehörte durch familiäre Bande auch der Zoll in der Stadt Werl. Diesen verkaufte er 1328 an eine Gruppe von Bürgern aus Attendorn und Soest. Dietrich starb am 5. November 1335.
Der letzte Edelherr von Bilstein war Johann II. Er war zwar verheiratet, blieb aber kinderlos. Die Länder Bilstein und Fredeburg gingen zunächst in den Besitz der Grafschaft Mark über. Später wurden sie Teil des kurkölnischen Herzogtums Westfalen.

## Wappen
Das Wappen zeigt drei grüne Pfähle in Gold. Auf dem Helm mit grün-goldenen Decken eine goldene Kugel mit drei grünen Pfählen, darüber drei grüne Pfauenfedern.
Johann I. und sein Sohn Dietrich III. von Bilstein verwendeten ein Siegel mit im Wappenschild 3 Rosen.

## Orts- und Gemeindewappen

Wappen der Stadt Lennestadt

## Personen

### Regenten
- Henricus de Vare (Gevore)
- Dietrich I.
- Dietrich II.
- Johann I.
- Dietrich III.
- Johann II.

### Angehörige der Familie
- Gottfried von Bilstein
- Heinrich von Bilstein